# Еберхард фон Геминген-Хорнберг (полковник)
Еберхард фон Геминген-Хорнберг (на немски: Eberhard von Gemmingen-Hornberg; * 2 септември 1688 в Льорах; † 3 януари 1767 в Люксембург) е фрайхер, благородник от стария алемански рицарски род Геминген-Хорнберг в Крайхгау в Баден-Вюртемберг, господар в Трешклинген (днес в Бад Рапенау), Рапенау, Хофенхайм (в Зинсхайм), Бюрг (в Нойенщат ам Кохер) и Волфскелен (в Ридщат в Хесен). Той служи за Хабсбургите, издига се на фелдмаршал-лейтенант. От 1749 г. до смъртта си е комендант на град Люксембург.
Той е син на фрайхер Райнхард фон Геминген-Хорнберг (1645 – 1707), фогт на Маркграфство Баден-Дурлах в Рьотелн, и съпругата му фрайин Мария Елизабета фон Найперг (1652 – 1722), дъщеря на фрайхер Бернхард Лудвиг фон Найперг (1619 – 1672) и Хелена Магдалена фон Халвайл (1623 – 1668). Брат е на Райнхард (1677 – 1750), Фридрих (1691 – 1738) и Лудвиг (1694 – 1771). Братята се разделят на три линии.
Еберхард фон Геминген-Хорнберг посещава гимназията в Дурлах и военната академия в Женева. Наследството на 1707 г. починалия му баща той управлява първо с братята си, по-късно собствеността се разделя, при което той получава Трешклинген. Освен това той притежава заедно със съпругата си от 1708 г. господарска къща във Вимпфен. От 1708 г. той е на служба на ландграфство Хесен-Дармщат, след това е на служба на род Хабсбург. Като хауптман той трябва да оглавява охраната на дворец Барлета в Неапол. За няколко години той се издига на майор, обрист-лейтенант и на полковник. Той участва в походите в Бавария, Каталония, Италия и на Рейн. През 1741 г. през Войната за австрийското наследство той става „генерал-квартирмайстер“ на унгарската войска в Нидерландия и „генерал-военен-комисар“ за Брабант. През 1749 г. той е комендант на града и имперската крепост Люксембург. На тази позиция той е като фелдмаршал-лейтенант до смъртта си 1767 г. Той е погребан с военна почит в Бастион.
В евангелската църква в Хофенхайм се намира „епитаф“ за Еберхард фон Геминген и неговата съпруга, построен от техните наследници.

## Фамилия
Еберхард фон Геминген-Хорнберг се жени на 30 април 1708 г. във Видерн за фрайин Анна Клара фон Циленхардт (* 9 август 1685, Видерн; † 18 януари 1768, Трешклинген, където е вдовишката ѝ резиденция), дъщеря на фрайхер Фридрих Дитрих фон Циленхардт и фрайин София Амалия фон Геминген, дъщеря на фрайхер Ханс Албрехт фон Геминген-Хорнберг цу Видерн (1624 – 1685) и Анна Кунигунда Зенфт фон Зулбург (1629 – 1676). Те имат 14 деца, от които няколко порастват:
- София Шарлота (* 1710), омъжена за Буркхард Дитрих фон Вайлер
- Еберхард (* 27 февруари 1713 в Каталония; † 14 юни 1757 в Бохемия), пруски полковник-лейтенант, женен на 1 юли 1753 г. в Магдебург за Йохана София фон Гревениц (* 5 декември 1731, Магдебург; † 21 юли 1778, Хайлброн); наследява 1752 г. Рапенау
- Мария Йохана (1716 – 1791)
- Карл Зигмунд (1718 – 1737), умира като знаменосец във войната против турците в Сърбия
- Бенедикта (* 1720), омъжена за Фридрих Август фон Геминген-Бабщат
- Мария Катарина (1720 – 1787), омъжена на 28 декември 1739 г. в Хайлброн за фрайхер Еберхард фон Елрихсхаузен (1714 – 1795)
- Зигмунд (* 26 март 1724, Фрайбург; † 17 декември 1806, Дьор (Рааб), Унгария), женен I. на 12 октомври 1749 (1750) г. в Геминген за фрайин Еберхардина Йохана фон и цу Геминген (* 18 август 1731, Геминген; † 1755, Антверпен), II. на 5 февруари 1763 г. във Виена за графиня Мария Михаела Франциска Ксаверия фон Алтхан (* 26 март 1739, Брно, Чехия; † 9 януари 1811, Дьор (Рааб), Унгария)
- Ото Хайнрих (* 29 октомври 1727, Фрайбург в Брайзгау; † 3 февруари 1790, Хофенхайм), съдия, генерал-фелдмайстер, женен I. за графиня Мария Елизабет фон Неселроде (* 23 февруари 1723; † 1774/27 декември 1775), II. за Клара Лудовика фон Геминген (* 1753, Люксембург; † 6 ноември 1814, Хофенхайм), дъщеря на брат му Зигмунд (1724 – 1806).